# Indien i olympiska sommarspelen 1952
Indien deltog med 64 deltagare vid de olympiska sommarspelen 1952 i Helsingfors. Totalt vann de en guldmedalj och en bronsmedalj.

## Medalj

### Guld
- Leslie Claudius, Meldric Daluz, Keshav Dutt, Chinadorai Deshmutu, Ranganathan Francis, Raghbir Lal, Govind Perumal, Muniswamy Rajgopal, Balbir Singh, Sr., Randhir Singh Gentle, Udham Singh, Dharam Singh, Grahanandan Singh och K. D. Singh - Landhockey.

### Brons
- Khashaba Dadasaheb Jadhav - Brottning.